# Jacob Obrecht
Jacob Obrecht (Gent, 1457/1458 – Ferrara, Italië, juli/augustus 1505) was een Vlaams componist. Hij was enig kind van Willem Obrecht (1430/35 - 1488), stadstrompettist in Gent, en Lysbette Gheeraerts (1438/42 - 1460). Biografische details over Obrecht zijn vrij schaars en vaak onnauwkeurig. Zijn werkzame leven lijkt een aaneenschakeling van korte aanstellingen te zijn geweest. Er is een geval bekend dat hij zijn eigenlijke taak verwaarloosde door het componeren. Ook een slordige boekhouding heeft hem minstens twee keer in problemen gebracht.

## Biografie
Vanaf ongeveer 1472 studeerde Obrecht theologie; waar is niet bekend. Kort nadat hij priester werd en zijn eerste mis las, ging Obrecht naar Bergen op Zoom. Van 1479 tot 1484 werkte hij daar als koorleider bij de Sint-Gertrudiskerk en als componist. Op 28 juli 1484 werd Obrecht aangesteld als leraar aan de zangschool van de kathedraal van Kamerijk. Op 6 september begon hij zijn werk om de koorknapen liturgie, zang, Latijn en goed gedrag bij te brengen. Daarbij hoorde ook de verzorging, het kleden en de opvoeding buiten schooltijd van de jongens, en daarin was Obrecht slordig.
Obrecht ging naar Brugge en werd op 13 oktober 1485 benoemd tot 'zangmeester' aan de Sint-Donatianuskerk. Zijn taken waren vergelijkbaar met die in Kamerijk. Hoogtepunt uit de Brugse tijd was de eerste reis naar Ferrara op verzoek van de hertog Ercole I d'Este en na bemiddeling van Jean Cordier van november 1487 tot mei 1488. Vanuit Ferrara ging hij eerst een paar maanden naar Bergen op Zoom voordat hij terugkeerde naar Brugge waar hij op 22 januari 1491 ontslag nam.
Obrecht kreeg een betrekking bij de Onze-Lieve-Vrouwekerk te Antwerpen waar hij Jacobus Barbireau opvolgde als koormeester. Na een soort concours werd hij kapelmeester aan dezelfde kerk in 1492. Waarschijnlijk al in 1492 ging hij naar Frankrijk. In 1494-1495 componeerde hij het motet Inter praeclarissimas virtutes en probeerde daarmee bij Paus Alexander VI in de belangstelling te komen. Vanaf de zomer van 1497 tot eind 1498 was Obrecht ziek en verbleef in Bergen op Zoom. Vanaf 1499 werkte hij weer bij de Sint-Donatianus in Brugge waar hij medio 1500 zwaar ziek werd.

Van 24 juni 1501 tot na 24 juni 1503 was hij terug in Antwerpen in de rol van voorganger-zanger. In het voorjaar van 1503 probeerde hij de aandacht te trekken van keizer Maximiliaan I. Waarschijnlijk componeerde hij de mis Sub tuum praesidium voor hem en ontving daarvoor een geschenk.
Vanaf oktober 1504 was Obrecht wederom in Ferrara. Hij volgde Josquin Des Prez officieel op als kapelmeester. Toen op 25 januari 1505 Ercole I stierf, ontsloeg diens zoon, Alfonso I d'Este, Obrecht onmiddellijk. Na een poging in Mantua werk te vinden keerde Obrecht terug naar Ferrara waar hij als priester in zijn onderhoud kon voorzien. In juli, mogelijk augustus, van dat jaar stierf hij aan de pest.

## Stijl
Obrecht schreef vooral kerkelijke muziek: missen en motetten. Van hem zijn daarnaast enkele wereldlijke liederen bekend.

Hij was een volgeling van Johannes Ockeghem. Obrecht was naast Josquin des Prez een van de toonaangevende vertegenwoordigers van de Vlaamse polyfonie van de middeleeuwen/vroege renaissance. In zijn missen en motetten gebruikte hij steeds de cantus firmustechniek waarbij rond een, meestal bestaande, melodie de andere stemmen in een polyfone compositie zijn geschreven. Ondanks het vasthouden aan de Nederlandse stijl was Obrecht vernieuwend. Met name op harmonisch gebied en in de variatie in methoden om met de bestaande melodie om te gaan was hij zijn tijd vooruit. Dit werd ook erkend door zijn tijdgenoten. Zo nam Johannes Tinctoris Obrecht op in een korte lijst van grote componisten, ondanks dat Obrecht op dat moment pas 25 jaar oud was en aan de andere kant van Europa verbleef.

## Werken van Obrecht en aan Obrecht toegeschreven werken

### Missen
1. Missa Adieu mes amours;
2. Missa Ave regina celorum;
3. Missa Beata viscera;
4. Missa Caput;
5. Missa Cela sans plus;
6. Missa De Sancto Donatiano;
7. Missa De Sancto Martino;
8. Missa De tous biens playne;
9. Missa Fors seulement;
10. Missa Fortuna desperata;
11. Missa Grecorum;
12. Missa Je ne demande;
13. Missa L’homme armé;
14. Missa Libenter gloriabor;
15. Missa Malheur me bat;
16. Missa Maria zart;
17. Missa O lumen ecclesie;
18. Missa Petrus Apostolus;
19. Missa Pfauenschwanz;
20. Missa Pluriorum carminum (I),
21. Missa Pluriorum carminum (II);
22. Missa Rose playsante;
23. Missa Salve diva parens,
24. Missa Scaramella (frag);
25. Missa Sicut spina rosam;
26. Missa Si dedero;
27. Missa Sub tuum presidium;
28. Missa Veci la danse barbari.

### Aan Obrecht toegeschreven missen
1. Missa Gracuuly et biaulx;
2. Missa De Sancto Johanne Baptista
3. Missa Je ne seray plus;
4. Missa N’aray-je jamais;
5. Missa Sine nomine;
6. Missa Beata progenies.

### Motetten
1. Alma Redemptoris mater;
2. Ave Maris stella;
3. Ave Regina coelorum;
4. Beate es, Maria;
5. Benedicamus in laude Jhesu;
6. Cuius sacrata viscera (I);
7. Cuius sarata viscera (II);
8. Factor orbis / Veni, Domine;
9. Haec deum caeli;
10. Inter praeclarissimas virtutes;
11. Laudemus nunc dominum;
12. Laudes Christo redemptori.;
13. Mater Patris, nati nata;
14. Mille quigentis / Requiem;
15. O Beate basili / O beate pater;
16. Omnis spiritus laudet;
17. O preciosissime sanguis;
18. Parce domine;
19. Quis numerare queat;
20. Regina celi;
21. Salve crux, arbor vite / O crux lignum;
22. Salve Regina (I);
23. Salve Regina (II);
24. Salve Regina (III);
25. Salve sancta facies / Homo quidam;
26. Si bona suscepimus;
27. Si sumpsero.

### Motetten die wellicht van Obrecht zijn
1. Discubuit Jesus,
2. Judaea et jerusalem;
3. Magnificat;
4. Nec mihi nec tibi.

### Wereldlijke werken
1. Als al de weerelt,
2. Den haghel ende die calde snee;
3. Fors seulement;
4. Hebbe gheen ghelt;
5. Helas mon bien,
6. Ic draghe de mutse clutse;
7. Ic hoerde de clocskins luden;
8. Ic ret my uit spacieren;
9. Ic weinsche alle scoene vrouwen;
10. J’ay pris amours;
11. Lacen adieu;
12. Laet u genoughen;
13. La Tortorella;
14. Ma menche vel ma buche;
15. Marion la doulce;
16. Meskin es hu (adiu, adiu);
17. Moet mij laten u vriendlelic schijn;
18. Rompeltier;
19. Se bien fait;
20. Sullen wij langhe in drucke;
21. T’Andernacken, een lied uit het Antwerps liedboek (1501);
22. Tant que nostre argent dura;
23. T’meisken was jonck (De tusche in Busche);
24. Tsat een (cleen) meskin;
25. Waer sij di han;
26. War willen wij metten;
27. Weet ghy wat mijnder jonghen herten.
28. Fuga;
29. -33. vijf instrumentale werken.